# Ханс Мемлинг
Ханс Мемлинг (на немски: Hans Memling; * 1433/35, Зелигенщат, Хесен, Курфюрство Майнц; † 11 август 1494) е фламандски художник от немски произход, работил през по-голямата част от живота си във фламандския град Брюге. Той е един от най-значимите северноренесансови художници във Фландрия. Продължавайки късноготическата живописна традиция, Мемлинг рисува главно произведения на духовна тематика.
Приживе той се ползва с широка известност както в Брюге, така и в Италия, Германия и Англия. След смъртта си е забравен в продължение на няколко века и е преоткрит в началото на 19 век. Популярен е сред широката публика и е подценяван от историците на изкуството. Преоткрит от Фридрих фон Шлегел, днес той заема особено място сред старите фламандски майстори като наследник на Рогир ван дер Вейден и като предшественик на Питер Брьогел Стари.

## Биография
Фамилното име „Мемлинг“ вероятно идва от името на село Мьомлинген близо до Ашафенбург в Бавария. Известно е, че някой си Ханс Мемлинген, вероятно бащата на художника, е починал през 1451 г. в Зелингенщат. Малко се знае за ранните години на Мемлинг. Предполага се, че той е изучавал началото на занаята в Бенедиктинското абатство в Зелигенщат. Смята се, че се е формирал като художник в Кьолн: в творчеството му може да се проследи влиянието на изтънчения Щефан Лохнер.
Около 1459-1460 г. Мемлинг идва в Нидерландия. Вероятно учи живопис при Рогир ван дер Вейден[2] в Брюксел, макар документални свидетелства за това да не са запазени. Несъмнено е влиянието на Рогир ван дер Вейден над художника: Мемлинг често повтаря в своите произведения композиционите му решения.
Творецът пристига в Брюге, където получава гражданство (30 януари 1465 г.) и става член на Гилдията на Свети Лука, която обединява скулпторите, художниците и печатарите. В регистъра на гражданите на Брюге е познат като Jan van Mimmelinghe ghebooren Zaleghenstadt (Ян ван Мемлин, родом от Зелингенщат).
Съхранена е романтична легенда за него като войник в армията на херцога на Бургундия Шарл Дръзки, ранен при сражението при Нанси (1477). Той е приет в болницата „Св. Йоан“ в Брюге и от благодарност изписва няколко картини. На действителността съответства само фактът, че Мемлинг рисува картини за болницата, а към военните действия има отношение единствено като богат гражданин.
През 1480 г. той дава определена парична сума на Максимилиан I за неговата борба с краля на Франция. Живее на Синт-Йористрат, в квартала на живописците. Женен е за Анна Фалкенаре, починала през 1487 г., и има трима сина от нея: Ян, Корнелис и Николас. Умира на 11 август 1494 г. и е погребан в гробището на църквата „Св. Гислен“.

## Творчество
Художникът се радва на европейска слава. Клиентите му живеят в Англия, Франция и Италия. Постоянството на стила на неговите творби за дълго време, заедно с липсата на документални свидетелства, създава известни трудности при тяхното хронологично подреждане. Фино проектираните интериори и пейзажните фонове издават влиянието на Мемлинг върху италианската ренесансова живопис.

### Полиптих „Страстите Христови“ (1470 - 1471)
В полиптихa „Страстите Христови“ художникът прави необичайна трактовка на епизодите на Страстите. Той премества евангелските сцени в градска среда, приличаща на един от градовете на Нидерландия, съчетавайки митологически и реалистически мотиви.
Полиптих „Страстите Христови“, 1491 г., Любек

### Триптих „Джон Дон“ (ок. 1470)
В Брюге, където звездата на Петрус Кристус тогава е в упадък, Мемлинг запълва важна празнина, спечелвайки първокласни поръчки. Подкрепен от добре структурирана работилница, той започва изобилното производство на религиозни картини, в които се проявява целият му впечатляващ оперативен капацитет, върху произведения с големи размери и значителна сложност. Той разпръсква остри портрети с тези творби, които скоро му гарантират огромно международно богатство, от ханзенските градове до Италия (включително елитарната Флоренция на Медичите).
На брака на Шарл Дръзки с принцеса Маргарита Йоркска, дъщеря на Ричард Плантагенет, 3-и херцог на Йорк, отпразнуван в Брюге през 1468 г., присъстват много английски благородници, включително сър Джон Дон от Кидуели, който именно по този повод се запознава с художника, на когото поръчва Триптих „Джон Дон“. Не е известно кога Мемлинг започва да го рисува, нито кога го завършва: датата би трябвало да е около 1470 г.

Това е малък микрокосмос, който отразява много изискана, но вече идеализирана култура. Аналогични съображения важат и за платната Страстите Христови (Галерия Сабауда, Торино) или тези от Мюнхен.
- Триптих на Ян Крабе (ок. 1470)
- Разпъване на кръста, Палацо „Киерикати“, Венеция
- Молещ се дарител със светици, Музей на библиотека „Морган“, Ню Йорк
- Молещ се дарител със св. Вилхелм от Малевал, Музей на библиотека „Морган“, Ню Йорк

- Триптих на Тримата влъхви (ок. 1470)
- Поклонението на влъхвите, централен панел,  Музей „Прадо“, Мадрид
- Рождество Христово, ляво крило. Музей „Прадо“, Мадрид
- Представяне в храма, дясно крило. Музей „Прадо“, Мадрид

### Триптих „Страшният съд“ (Гдански триптих, ок. 1473 г.)
Един от ранните му шедьоври е триптихът „Страшният съд“ или „Олтар на Якопо Тани“ (1466 – 1473), изпълнен за флорентинския банкер Анджело ди Якопо Тани, управляващ филиала на Банката на Медичите в Брюге, и за съпругата му Катерина Танали, чиито имена се идентифицират по фамилните гербове, изрисувани в двата панела.
Характерните черти на Северната европейска живопис на XV век се проявяват в тази монументална композиция: внимание към детайлите, ефектите на светлината, постигнати благодарение на работата му с маслени бои, реализъм. Показвайки низвергнатите грешници в Ада, Мемлинг избягва грубия натурализъм в изображението на техните мъчения. Забележителен портретист, той се съсредоточава в предаването на чувството на обреченост, ужас, болка в чертите на лицата от персонажите. В сцената на Въведението в Рая Мемлинг достига върха в майсторството си. От всички художници, които се обръщат към темата за Страшния съд, Мемлинг, според С. Дзуфи, въплъщава „най-прекрасния от всички създадени образи на Рая“. Изследователите на творчеството му отбелязват сходство на олтара с композициите на тази тема у Рогир ван дер Вейден и Щефан Лохнер. Картината е изпратена към Флоренция по море и още в Балтийско море става плячка на пирата Паул Бенек. Така тя попада в Гданск и въпреки опитити за връщане на картината, предприети от Лоренцо Медичи, тя остава там.

#### Сюжет
Централната част и вътрешните страни на страничните панели на олтара заемат една голяма сцена, построена строго симетрично. Художникът дава трактовка на темата „Страшния съд“, използва система от изображения, приета в изобразителното изкуство на Северна Европа и я съединява с мотиви от библейски текстове, в това число и на Апокалипсиса. В централната част от триптиха Мемлинг частично повтаря композицията на полиптиха „Страшния съд“ на Рогир ван дер Вейден (в Болницата в Бон). Така, както и у Ван дер Вейден, Христос-Съдия е възседнал дъгата (според Стария Завет тя е символ на единението между Бога и човека). Вертикалната ос на централната част премина през фигурата на Христа и Архангел Михаил, измерваш теглото на душите. Огненият меч и лилията, излизащи от устата на Христос, символизират справедливостта и милосърдието, а неговите крака опират на сфера. Дясната му ръка е вдигната в благославящ жест. Той е заобиколен от 12-те апостоли, Дева Мария и Йоан Кръстител, ходатайствщи за хорските души. Над тази група се разполагат ангелите, които носят знаците на Страстите Христови, а долу – ангелите, тръбящи за Апокалипсиса.
В долната част на композицията доминира фигурата на Архангел Михаил в рицарски доспехи. С помощта на везни той разделя блажените и прокълнатите, с жезъла си стъпква душите на обречените. Мемлинг придава чертите на банкера Томазо Портинари на мъжа, изобразен от лявата страна на везните, а портретът е добавен след завършване на картината. Появата на образа на Портинари се обяснява по различни начини: може би клиентът Тани е поискал художника да го изпише, в желанието си да угоди на наследника си в клона на Банката на Медичите в Брюге, или пък Портинари е платил за създаването на триптиха или дори го е купил. В нозете на Архангел Михаил мъртвите, завити в плащаници, излизат от гробовете си за последния съд. Пейзажът в централната част на триптиха - заплашителни облаци над безплодната голота, подчертава приближаването на последната катастрофа, която носи края на света.

### Други творби от 70-те години
Както Мадоната с Младенеца, свети Антоний и поклонник (сега в Националната галерия на Канада в Отава), така и Портретът на Жил Жойе (Художествен институт „Кларк“ в Уилямстаун (Масачузетс)) са датирани от самия художник към 1472 г. На гърба на последната творба е името на изобразения персонаж – каноник на църквата „Сан Донациано“ в Брюге и музикант от музикалната капела на бургундския двор.
От 1473 г. Мемлинг е регистриран в Братството на Дева Мария на снега, към което принадлежат видните личности на Брюге и самият херцог Шарл Дръзки.
Малката картина върху дърво Богородица, показваща Скръбния Христос (днес в Мелбърн) датира от 1475 г. На нея Исус, макар и свален от кръста, не е представен като мъртъв, а по-скоро като страдащ. На заден план са изрисувани всички знаци на Страстта, от колоната с пръчките до ръцете в различните жестове на побой и подигравки, от фигурите на първосвещениците до тези на Ирод и Пилат, от кръста до главата на обесения Юда.
- Диптих на снемането от кръста (ок. 1475)
- Снемане от кръста, ляво крило, Кралска капела, Гранада
- Светите жени и св. Йоан, дясно крило, Кралска капела, Гранада

### Триптих „Мистичният брак на света Екатерина Александрийска“ (1479)
Триптихът (днес в Музей „Мемлинг“ в Брюге) е отправна точка за грандиозното богатство на детайлите и по-голямата взаимовръзка между героите. Той е поръчан от двамата монаси и две монахини, които ръководят болницата „Свети Йоан“ в Брюге (сега Музей „Мемлинг“) през 1475 г. и е подписан и датиран от 1479 г. Централният панел предлага отново композицията на Триптих „Дон“ с няколко вариации.
Изтънчената и меланхолична елегантност на фигурите сега кристализира далеч от катаклизмите, засегнали Фландрия по това време: картината на Мемлинг, без съществени вариации през годините, символизира сезона, който изважда град Брюге от новините.
- Триптих на мистичния брак на Св. Екатерина Александрийска (1479)
- Обезглавяването на Йоан Кръстител, ляво крило
- Обезглавяването на Йоан Кръстител, детайл от лявото крило
- Мистичен брак, Мадоната на трон, Св. Екатерина, Св. Варвара, Йоан Кръстител, Йоан Евангелист, ангели, централен панел
- Св. Йоан Евангелист в Патмос, детайл, дясно крило
- Дарителките Агнес Казембруд и Клара ван Хулсен със св. Агнес и св. Клара, дясно външно крило
- Св. Йоан Евангелист в Патмос, детайл, дясно крило
- Дарители Якоб де Куенинк и Антонис Сегерс със св. Яков и св. Антоний, външно ляво крило

### Други религиозни творби
- Представяне в Храма. ок.1463 г., част от Полиптих на Хулин де Лоо, Национална художествена галерия, Вашингтон
- Благовещение, ок. 1465/70 г., Музей „Метрополитън“, Ню Йорк
- Оплакване на Христос с дарител, ок. 1470 г., Галерия „Дория Памфили“, Рим
- Рождение Христово, ок. 1470 г., Музей за чуждестранно изкуство, Кьолн
- Христос с трънния венец, ок. 1470 г., Палацо Бианко, Генуа
- Св. Йоан Кръстител, ляво крило на Диптих със св. Йоан Кръстител и св. Вероника, ок. 1470 г., Стара пинакотека, Мюнхен
- Мадоната със св. Антоний Велики и молещ се дарител. 1472 г., Национална галерия на Канада, Отава
- Триптих „Почивка при бягството  в Египет“, централен панел, ок. 1470-75 г., Лувър (Париж)

### Пълна зрялост
Други творби на майстора се съхраняват в Музей „Мемлинг“ в Брюге: 
- Диптих на Мартин ван Ниуенхофе (1487)
- шедьовъра на художника Мощехранителница на Света Урсула
- Портрет на жена, погрешно идентифициран от традицията с Персийската Сибила, датиран от 1480 г.
- Триптих Floreins, датиран от 1479 г., чийто централен панел представлява Поклонението на влъхвите. Поръчан от канцлера на Брюге и професор от Болницата на Св. Йоан Ян Флорейнс;
- Триптих на Рейнс, датиран около 1480 г., поръчан от Адриан Рейнс, светски брат на болницата, чийто централен панел представлява Оплакване на Христос, което Мемлинг повтаря с няколко вариации още два пъти, единият от които се съхранява в Галерия „Дория Памфили“ в Рим .

- След това името на Мемлинг се появява в списък на подривниците, съставен от Максимилиан I от Австрия през 1480 г.: през 1477 г., след неговата симулирана смърт и смъртта на Шарл Дръзки, Мемлинг е нает да построи олтар в Параклиса в Брюге. Творбата, посветена на Седемте мъки на Мария, е един от неговите шедьоври.

Работата на Мемлинг, деликатна по цвят и характеризираща се с форми на изключителна грация, скоро е забелязана и в Италия от меценати като кардиналите Доменико Гримани и Пиетро Бембо във Венеция, както и Медичите от Флоренция.
- Идване и триумф на Христос (1480)
- Идване и триумф на Христос, 1480 г., Стара пинакотека (Мюнхен)
- детайл с Картини от живота на Дева Мария
- детайл с Картини от живота на Дева Мария
- детайл с Картини от живота на Дева Мария

- Други
- Йоан Кръстител и св. Лаврентий, ок. 1470-80 г., Национална галерия (Лондон)
- Мъченичеството на Св. Себастиан, ок. 1470-80 г., Кралски музеи на изящните изкуства на Белгия, Брюксел
- Мадоната с Младенеца в затворена градина, заобиколен от светци, част от Диптих на Ян дю Селие, ок. 1470-1480 г., Лувър, Париж
- Света Вероника. 1480 г. Национална худ. галерия, Вашингтон
- Мадоната на трона и музициращи ангели, част от Триптих „Паганьоти“, ок.1480 г., Уфици, Флоренция
- Св. Христофор, вероятно част от триптих, ок. 1480 г., Худ. музей на Синсинати, Охайо
- Св. Стефан, вероятно част от триптих, ок. 1480 г., Худ. музей на Синсинати, Охайо
- Богородица, показваща Човека на скръбта, ок. 1480 г., Кралска капела, Гранада

#### Мощехранителница на Света Урсула (1489)
Едно от известните късни произведения на Мемлинг е Реликварият на Света Урсула (1489). Днес се съхранява се в Капитулната зала на Музей „Мемглинг“ ( „Болницата на Св. Йоан“ (Oud Sint-Janshospitalal) в Брюге.
Тя е от резбовано дърво във вид на капела в готически стил, украсен със сцени от живота на светицата. Поръчана е от игуменката на женския монастир в Брюге. Композициите на страничните стени на мощехранителницата показват шест епизод от печалната легенда за Урсула, а действието се развива на фона на пейзаж. Капакът ѝ е украсен с миниатюри във форма на тондо, такива ставки се срещат в мозелските реликварии.
Творбата се характеризира с внимание към детайла, деликатност на фигурите, разнообразие на пейзажа отзад, деликатност в изобразяването на драперия и плат. Това внимание ще бъде равностойно само на Свети Христофор със светците от 1484 г. и отчасти на Разпятието от 1491 г. в централния панел на известния Полиптих на Страстите, изпълнен за Катедралата в Любек и днес в Museumsquartier St. Аnnen.
- Мощехранителница на Св. Урсула (1489)
- Пристигане на девиците в Кьолн, Музей „Мемлинг“, Брюге
- Мъченичеството на Св. Урсула
- Св. Урсула с нейните спътнички

### Късен етап
В разгара на отслабването на Фландрия, в сравнение с предишния, брилянтен търговски и художествен сезон, Мемлинг се спира на кристализиран стил, съставен от успокояващи фигури, външни за драматичните акценти и винаги подредени в симетрична и подредена среда. В последния сезон на дейността на художника, от края на 80-те години до смъртта му през 1494 г., той преработва елементите на великата местна традиция, създавайки хармоничен и премерен език
Регистрите от онова време свидетелстват за присъствието на двама чираци със същото фамилно име като Мемлинг, но тяхната самоличност и работата им остават неизвестни, както и обстоятелствата около смъртта на художника, който е оставил значително наследство.
- Олтарен триптих от катедралата в Любек (1491)
- Носенето на кръста, ляво крило, Музей „Св. Анен“, Любек
- Възнесение, дясно крило, Музей „Св. Анен“, Любек
- Св. Йоан Кръстител, дясно външно крило, Музей „Св. Анен“, Любек

- Триптих на Вилем Морел (1484)
- Дарителят Вилем Морел, синовете му и Св. Вилем от Малевал, ляво крило, Музей „Грунинге“, Брюге
- Светците Маврикий, Христофор и Егидий, централен панел,  Музей „Грунинге“, Брюге
- Дарителката Барбара ван Фландерберг, съпругата на Уилем Морийл, дъщерите и Св. Барбара, дясно крило, Музей „Грунинге“, Брюге

- Триптих на Бенедето Портинари (1487)
- Св. Бенедикт, дясно крило, Уфици, Флоренция
- Мадона с Младенеца на трон, централен панел, Уфици, Флоренция

- Други
- Два коня с пейзаж, 1485 - 1494 г., вероятно част от диптих или триптих, Музей „Бойманс - Ван Бронинген“, Ротердам
- Разпъване на кръста, 1491 г., Музей Szepmuveszeti, Будапеща

#### Вирсавия (1485 – 1490)
Картината представлява рядко за това време изображение на голо женско тяло. Мемлинг обкръжава библейската героиня Вирсавия – майка на цар Соломон, с изписани с любов предмети от бита от богат бюргерски дом, създавайки картина, пълна с интимен уют.

### Портрети
Ханс Мемлинг е един от първите в Северна Европа, който изобразява хора на фона на пейзаж. На неговата четка принадлежат добре познатите изображения на жителите на Брюге, които някога са били части на диптих, където дарителят е изобразен в момента на молитвен призив към Мадоната. Художникът успява да придаде на човешките черти мекота и нежност, а видът на композицията, при която изобразеното лице е поставено гърди до гърди в три четвърти извивка на фона на пейзажа, за дълго време се превръща в модел, следван от италиански и нидерландски художници.
- Томазо Портинари и неговата жена. Част от диптих. 1470 г. Музей „Метрополитън“, Ню Йорк
- Томазо Портинари и неговата жена. Част от диптих. 1470 г. Музей „Метрополитън“, Ню Йорк
- Портрет на старица, ок. 1470/72 г., Лувър, Париж
- Портрет на мъж с римска монета, 1470 г. Кралски музей на изкуствата, Антверпен
- Портрет на старец, част от Диптих на стара двойка, ок. 1470 г., Берлинска картинна галерия
- Женски портрет, 1480 г., Болница „Св. Йоан“, Брюге
- Портрет на Вилхелм Морел, ок. 1480 г., Кралски музеи на изящните изкуства на Белгия, Брюксел
- Портрет на Барбара ван Вленденберг, ок. 1480 г., Кралски музеи на изящните изкуства на Белгия, Брюксел
- Млада жена с шапка, част от Диптих „Алегорията на любовта“, ок. 1485/95 г., Музей „Метрополитън“, Ню Йорк
- Портрет на молещ се мъж, 1487 г., Болница „Св. Йоан“, Брюге
- Портрет на мъж от сем. Леспинет, ок. 1485/90 г., Маурицхойс, Хага